# Alpine Racer 3
Alpine Racer 3 (アルペンレーサー3?, Arupen Rēsā 3) è un videogioco sportivo di sci, pubblicato nel 2002 per PlayStation 2 dalla Namco, seguito di Alpine Racer e Alpine Racer 2. Sviluppato da Namco in collaborazione con Yuke's, è il primo titolo domestico della serie, uscita in precedenza solo come arcade.

## Modalità di gioco
Oltre a vedere una versione arrangiata della pista classica dal primo capitolo, ne vengono introdotte sette di inedite, tra cui una non innevata a circuito in chiave cyber-futuristica. Riguardo invece alla scelta degli sciatori, sono aumentati a sette, che per la prima volta sono di diverse nazionalità con nomi e cognomi, ciascuno con i propri parametri nel campo sciistico suddivisi in velocità, virata e potenza.
Nell'esclusiva modalità Extreme Winner's Cup ("Coppa Campioni Estremi" in italiano), il giocatore li affronta uno alla volta in questo campionato di sci per arrivare in finale e vincerlo, cercando di arrivare al traguardo per primo nelle gare di discesa libera, ma anche tentando di battere il determinato tempo proposto sulla pista. Prima però deve superare la fase preliminare battendo solo il tempo per ottenerne la qualificazione.
Il miglior tempo ottenuto dopo avere completato una discesa, così come il maggior numero compiuto di salti o acrobazie, sono contati come punti di gioco, i quali sommati insieme danno quello subtotale; le penalità con perdita avvengono al momento delle cadute e/o agli incroci con un ostacolo. Quei punti vengono a loro volta convertiti in soldi virtuali, che servono per acquistare vari modelli di racchette e tavole da snowboard.
Infine, completando al 100% la modalità Slalom si sblocca un unico personaggio segreto, ovvero Klonoa.